# 靖边军
靖边军，是19世纪中后期清朝吉林的边防军。

## 简介
清朝光绪元年（1875年）前后，俄国派军队侵入蚕食中国珲春黑顶子地方，并建立哨所。同时，俄国还侵占了中俄边界白棱河至瑚布图山顶段中国侧以及图们江口以北、沿江岸长一百三十多里、宽十余里到四五十里不等的土地。
光绪六年（1880年），吴大澂首次到吉林协助吉林将军铭安办理边务后，“始知珲春黑顶子地方久为俄人侵占”，乃向清廷上奏，请清廷“派员奔赴珲春照会俄官，定期屐勘，按着旧图所定红线，将沿海地段划清界地，于明年二月，限令俄官撤去卡伦，从前侵占珲春地方一律交还”。但经与俄国多次交涉，吴大澂深知与俄国开展边界谈判“非口舌可与抵挡，如我有求和之议，彼必有挑战之心，不但不能和，并恐速之使战。譬如无赖之徒百般讹索，愈迁就则愈骄横”，“我不求和，庶有可和之机”。吴大澂认为，“俄人习水战，当于陆路困之；俄人利火攻，当以骑兵避之；俄人轻我兵单，当以民力济之”。
光绪六年（1880年）起，吴大澂开始改变中国东北没有近代边防军、有边无防的状况。光绪十二年（1886年）再次到吉林任职后，吴大澂继续执行他以前采取的措施，获吉林将军铭安赞同。为此，两人采取了下述措施：
- （1）建议清廷将珲春协领衙门升格为珲春副都统衙门，扩大权限，增加武备[1]。
- （2）光绪六年（1880年）两人联名上奏，请求在吉林成立边防军，随即获清廷批准。两人乃改革八旗兵丁世袭制，转而实行募兵制，成立马军及步兵合计13个营，共5000人，设巩军、安军、绥军、卫军、宁靖边军。光绪七年（1881年），边防军扩为7000人。光绪十年（1884年），裁去巩军、绥军、卫军、安军名目，统称“靖边军”[1]。为防御俄国自水上入侵，还创建图们江、松花江师营[2]。
- （3）吴大澂在吉林两年多，从国内外为吉林边防军至少购置克虏伯大炮20尊、格林炮4尊、恰乞开枪1千支、来福枪4千支、毛瑟枪3千支[1]。
- （4）光绪九年（1883年）在吉林城（今吉林市）设吉林机器局、吉林火药厂，为新编的靖边军供应自制新式火器[1]。1881年7月21日清廷批准成立吉林机器局，1883年10月完工，生产新式弹药[2]。
- （5）吴大澂在三姓、珲春增设卡伦，修建炮台，开辟道路，以防俄国溯松花江而上，自珲春东边入侵[1]。经吴大澂奏准，1881年边防军在珲春开始修筑东、西炮台。1880年底，修筑自宁古塔至吉林省城长600里的大道以及北线、东线大道，建百余座木桥，并增设很多驿站[2]。
- （6）在珲春设招垦总局，1882年3月15日吴大澂派珲春府知府李金镛主持招民垦荒事宜。李金镛在南冈（今延吉市）、五道河（今珲春市马滴达乡）设招垦分局，在和龙峪（今龙井市智新镇）设通商总局，以招徕汉族及朝鲜族农民来垦荒[1]。

光绪十年（1884年），中法战争爆发后，吴大澂率吉林防军3000人到云南、广西迎战。
光绪十二年（1886年），吴大澂奉命与俄方勘定边界，得到了珲春副都统依克唐阿和宁古塔副都统塔容山的支持，签署了《中俄珲春东界约》。靖边军成为吴大澂谈判的后盾。
光绪二十六年（1900年），俄国趁庚子事变出兵占领中国东北多地及珲春，靖边军反击，对俄国侵略军造成打击。